# Ялівець (Львів)

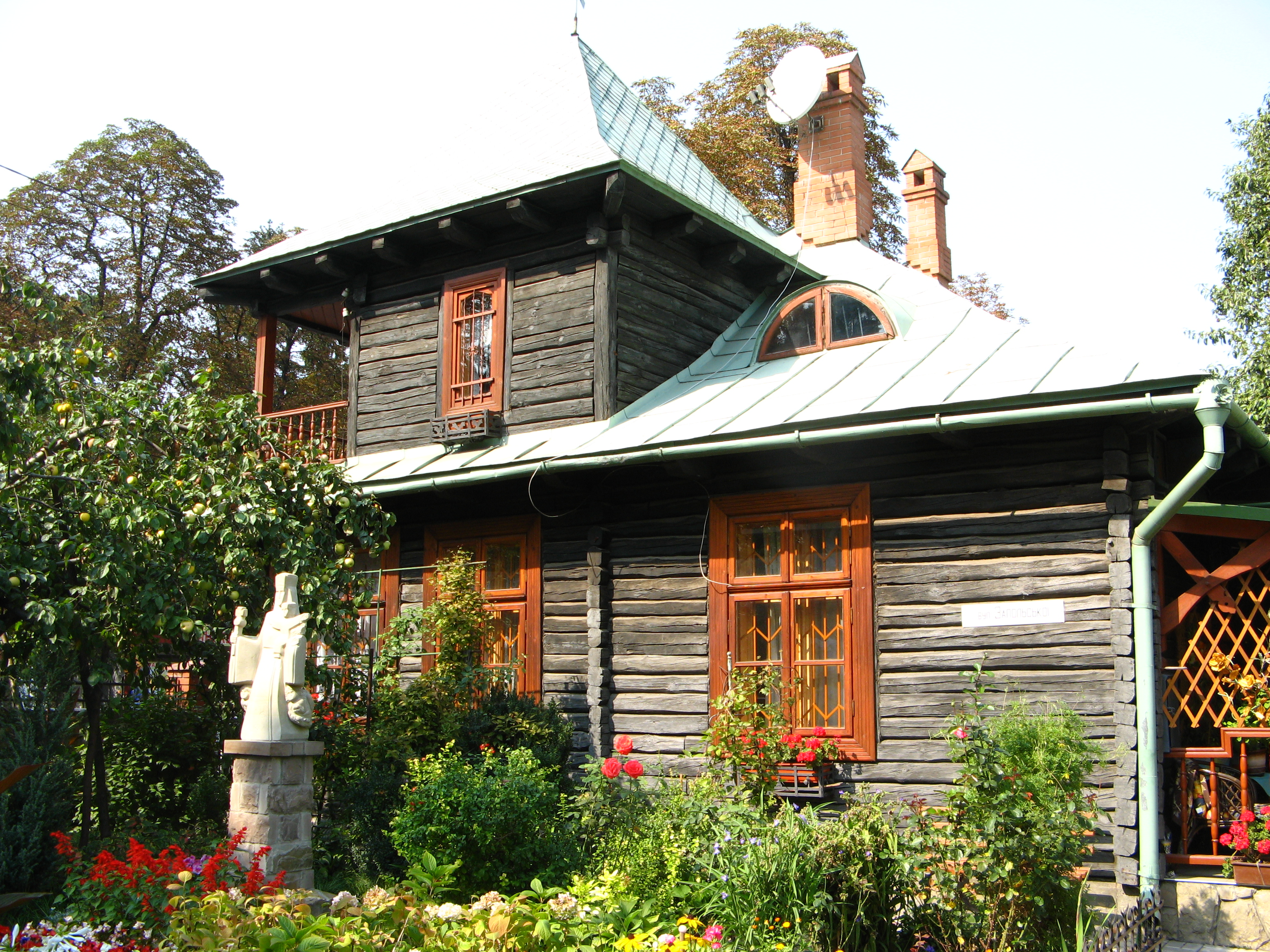
Дерев'яний будинок на розі вулиць Запольської та Пасічної

Яліве́ць (Яловець) — місцевість у Личаківському районі Львова в районі рогатки (перехрестя) вулиць Пасічної та Личаківської.
За однією версією, назва походить від рослини ялівець, останні екземпляри якої зустрічались тут ще у 1930-х роках. За іншою версією цю назву породили неврожайні (ялові) землі цієї місцевості. Давній топонім нині зафіксований лише у назві невеликої вулиці Ялівець. До місцевості також застосовували іншу назву — «Машів». Поселення, територія якого починалась за вул. Біваковою (тепер Голинського), оточена землями громади Кривчиці, здавна належала до міста Львова.

## Казарми
1883 року утворено перший полк уланів ландверу (К.к. Landwehr-Ulanenregiment № 1). На 65% він складався з українців. Наприкінці XIX століття на Ялівці для потреб полку збудовано комплекс адміністративно-казармених будівель, між якими влаштовано площу, окрім того були три стайні, манеж і додаткові господарські будівлі. Тепер це № 148—156 на вулиці Личаківській. На відміну від кавалерійських полків, улани ляндверу не утворювали бригад та дивіій. Їх приділяли окремими ескадронами до дивізій піхоти. Там вони служили для розвідки, зв'язку та охорони штабу. Таким чином із початком І світової війни 6 ескадронів полку було розділено між 11, 30 і 43 піхотними дивізіями, а в казармах залишився лише осередок збору і підготовки резервів для ескадронів.
Під час Українсько-польської війни у напівспалених казармах містився шпиталь для коней. Залогою були 30 осіб, з яких половина — українські студенти-добровольці, а решта — стрільці 19 полку. 21 листопада 1918 року казарми було оточено переважаючими польськими підрозділами. Залога із втратами протриматись до полудня, після чого, не бачачи виходу вирішила здатись. Під час здачі поляки відкрили вогонь і 15 чоловік було поранено. Після здачі 10 полонених розстріляно. Поховано їх лише 28 листопада у спільній могилі поруч із казармами (у 20-30-х роках їх було двічі перезахоронено, при цьому ідентифіковано поіменно лише трьох; могили втрачено). Казарми перетворено на табір для полонених українських солдатів та цивільних. В кінці грудня 1919 сюди поміщено 400 українських солдатів з території Румунії, які під гарантії польського консула в Румунії повернулись у Галичину, але були відразу інтерновані. У певні моменти кількість полонених сягала 2,5 тис. чоловік. Через утримання в нелюдських умовах за перші два місяці близько 200 чоловік померли. Ще у травні 1920 року 400 чоловік залишались у таборі, яких було переправлено залізницею у Померанію. Від осені 1920 тут також утримували полонених більшовиків. Польська газета «Dzień» повідомляла, що з 400 утримуваних 150 хворіли тифом.
Згодом тут розмістився 14-й полк уланів (так званих «Язловецьких»). Після 1944 казарми зайняла кавалерія Червоної армії, а дещо пізніше тут влаштовано 28-й авторемонтний завод Міноборони СРСР. У 1920—1930-х роках територія Ялівця забудована віллами та невеликими кам'яницями. У 1950-х в ярах створено велике звалище військової техніки.